# Tino di Camaino

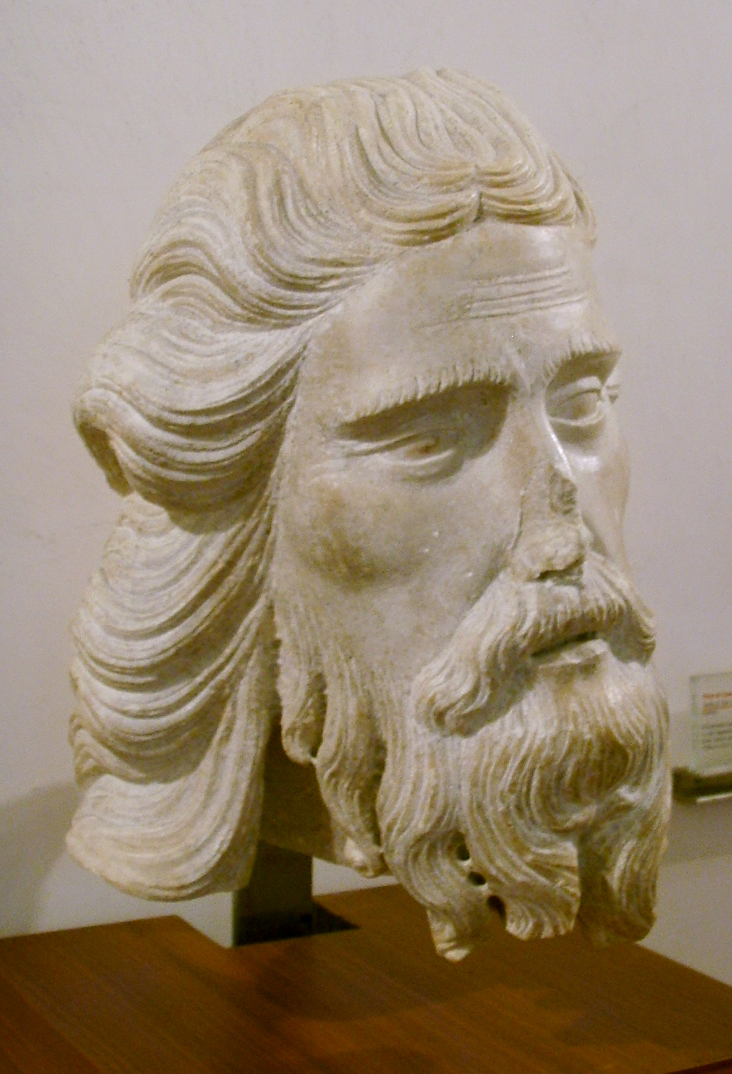
Tino di Camaino: Johannes de Doper, in het Museo dell'Opera Metropolitana del Duomo te Siena. Circa 1320

Tino di Camaino (Siena, ca. 1280 - Napels, ca. 1337) was een Italiaanse beeldhouwer die in de gotische stijl werkte.
Tino di Camaino was de zoon van de architect Camaino di Crescentino. Hij hielp zijn leermeester Giovanni Pisano met diens werk aan de gevel van de kathedraal van Siena. Later volgde zijn meester di Camaino naar Pisa, waar ze in 1311 verantwoordelijk waren voor het werk aan de kathedraal. Vier jaar later werd di Camaino belast met het grafmonument van keizer Hendrik VII. Hij zou nog soortgelijke werken uitvoeren in Siena en Florence, waaronder het beroemde graf van bisschop Orso in de Santa Maria del Fiore en het graf van Gastone della Torre in het museum van Santa Croce.
Vanaf 1323 werkte hij in Napels, onder koning Robert van Anjou. Hij kreeg daar opnieuw opdrachten voor verschillende grafmonumenten, waaronder die van Catharina van Oostenrijk in San Lorenzo Maggiore, van koningin Maria van Hongarije in Santa Maria Donnaregina en, naar het einde van zijn leven toe, van Karel van Calabrië en van Maria van Valois in de basiliek van Santa Chiara. Andere werken van hem bevinden zich in Badia Cava dei Tirreni. Tino di Camaino stierf in Napels rond 1337.
- Biblioteca Nacional de España: XX1181535
- Bibliothèque nationale de France: cb160052075 (data)
- Gemeinsame Normdatei: 119225727
- International Standard Name Identifier: 0000 0001 0128 4488
- Library of Congress Control Number: n82060244
- Nederlandse Thesaurus van Auteursnamen: 07963849X
- RKD-Nederlands Instituut voor Kunstgeschiedenis: 130382
- SNAC: w6c32tzh
- Système universitaire de documentation: 156952785
- Union List of Artist Names: 500004367
- Virtual International Authority File: 79415215
- WorldCat: E39PBJqk7TrPpk8xFGTGfb9Yyd